# Кірстен Барнс
Кірстен Барнс (англ. Kirsten Barnes; нар. 26 березня 1968) — канадська академічна веслувальниця.
Олімпійська чемпіонка 1992 (розпашні четвірки без стернової), 1992 (вісімки) років, учасниця 1988 року.